# جون غوس
جون غوس (بالإنجليزية: John Goss)‏ هو سائق سيارة سباق أسترالي، ولد في 2 مايو 1943 في غلن أيريس ‏ في أستراليا.

## روابط خارجية
- جون غوس على موقع Racing-Reference.info (الإنجليزية)
- جون غوس على موقع DriverDB.com (الإنجليزية)